# Kalāteh-ye (ort, lat 36,16, long 57,62)
Kalāteh-ye (persiska: کلاته دولت) är en ort i Iran.   Den ligger i provinsen Khorasan, i den nordöstra delen av landet, 600 km öster om huvudstaden Teheran. Kalāteh-ye ligger 907 meter över havet och antalet invånare är 145.
Terrängen runt Kalāteh-ye är platt.Runt Kalāteh-ye är det ganska glesbefolkat, med 29 invånare per kvadratkilometer. Närmaste större samhälle är Sabzevar, 7,9 km nordost om Kalāteh-ye. Trakten runt Kalāteh-ye består till största delen av jordbruksmark.